# SRO Motorsports Group
Die SRO Motorsports Group ist eine Organisation, die sich hauptsächlich mit der Promotion von Rennserien beschäftigt. Sie wurde 1995 noch als Stéphane Ratel Organisation von Stéphane Ratel gegründet und hat ihren Sitz in London.
Initial organisierte die SRO ab 1995 die Lamborghini Diablo Supertrophy. Ratel selbst war aber auch schon 1994 Mitbegründer der BPR, welche mit der BPR Global GT Series 1995 und 1996, eine internationale Meisterschaft für Gran Turismos ausrichtete. Diese Meisterschaft ging 1997 dann unter der Egide der SRO in die FIA GT-Meisterschaft auf und promoted diese bis heute.
Nebst der FIA GT organisiert die SRO auch andere Serien, wie die FIA GT3-Europameisterschaft oder auch das GT 90s Revival. Zu diesen zählen auch zahlreiche nationale GT-Serien, wie auch das ADAC GT Masters. Dieses wird von SRO Germany in den Händen von Jürgen Barth, einem weiteren Mitbegründer der BPR, gemanagt.
Für das Jahr 2007 wurde auch die ehemalige Belcar von SRO Belgium übernommen. SRO Belgium richtet die nun Belgian GT Championship genannte Serie aus. Darüber hinaus war sie auch mit der Ausrichtung der ersten Saison des GT4-Europacups 2007 beauftragt.
Weitere von der SRO ausgerichtete Serien sind die Französische GT-Meisterschaft, die Britische GT-Meisterschaft und die Brasilianische GT3-Meisterschaft von SRO Latin America. Auch die Britische Formel-3-Meisterschaft ist Teil des SRO-Imperiums.
Für 2009 wurden zwei weitere Serien angekündigt. In Deutschland sowie in den Niederlanden sollten nationale Meisterschaften für die GT4 ausgetragen werden. Die deutsche Serie wurde aufgrund der Wirtschaftskrise abgesagt, die niederländische startete wie geplant.